# Humbeekbrug
De Humbeekbrug of Humbeek Sasbrug is een hefbrug over het Zeekanaal Brussel-Schelde in Humbeek, een deelgemeente van Grimbergen. De brug werd gebouwd in 1968 heeft een metalen beweegbaar gedeelte met een lengte van 38,4 m en een breedte van 11,6 m. De brug is qua afmetingen identiek aan de Brielenbrug in Tisselt (Willebroek) en de Verbrande Brug in Grimbergen die in hetzelfde jaar werden gebouwd.

## Geschiedenis

### Herstellingswerken
In 2003 werd de brug hersteld door plaatselijke bedrijven uit Grimbergen, Vilvoorde en Zemst.
Van 7 juli 2004 tot 29 oktober 2004 was de brug gesloten wegens een groot onderhoud. Er was veel gemor van bewoners en handelaars omdat men met een overzetboot het kanaal over moest.
Van de ochtend van 23 september 2017 tot de avond van 25 september 2017 was de brug tijdelijk dicht voor onderhoudswerken. Schepen en auto's moesten een omweg maken of wachten, fietsers en voetgangers konden de brug wel nog blijven gebruiken (zij het met korte onderbrekingen).

### Aanvaringen

#### 2012
Op 20 november 2012 voer een Belgisch schip (de Pegase) wegens een fout tegen het brugdek aan. De brug stond nog open voor een andere boot en de Pegase wou er ook onderdoor varen, maar de op afstand bestuurde brug kwam toch naar beneden en de boot kon niet tijdig stoppen. De boot geraakte licht beschadigd, maar de kabels van de brug werden zwaar beschadigd. Na 5 uur kon het wegverkeer er terug over, maar de schepen moesten 4 dagen geduld hebben.

#### 2019
In de ochtend van 17 januari 2019 vond er opnieuw een aanvaring plaats. Nadat de brug geopend was en een schip doorliet, merkte het detectiesysteem niet op dat er nog een tweede schip aankwam. De brug begon dus opnieuw te sluiten en het tweede schip (de Maranta) kon het brugdek niet meer ontwijken. De Maranta voer daarom tegen het brugdek, dat daardoor zeer ernstig beschadigd werd. Het seinhuis werd door het verschoven brugdek vrijwel volledig vernield. Een herstelling op zeer korte termijn – zoals in 2012 – was door de immense schade niet aan de orde.
Het beschadigde brugdek kon al na enkele dagen verwijderd worden, zodat het scheepvaartverkeer op het kanaal terug vrije doorvaart kreeg. De herstelling nam bijna vijf maanden in beslag en gedurende die hele tijd moest het wegverkeer omrijden. Voor voetgangers en fietsers werd in de tussentijd een veerdienst voorzien. Op 14 juni 2019 werd de brug plechtig heropend.

#### 2023
Op 29 juni 2023 voer er voor de derde maal in zo'n tien jaar een vrachtschip tegen de Humbeekbrug. De brug geraakte zwaar beschadigd, hetgeen de burgemeester van Grimbergen "een regelrechte ramp" noemde. Door de aanvaring is het brugdek vier meter opgeschoven, kwamen kabels bloot te liggen en is een elektriciteitscabine gesneuveld. De herstelling zou deze keer meer dan een jaar in beslag nemen.

## Afbeeldingen

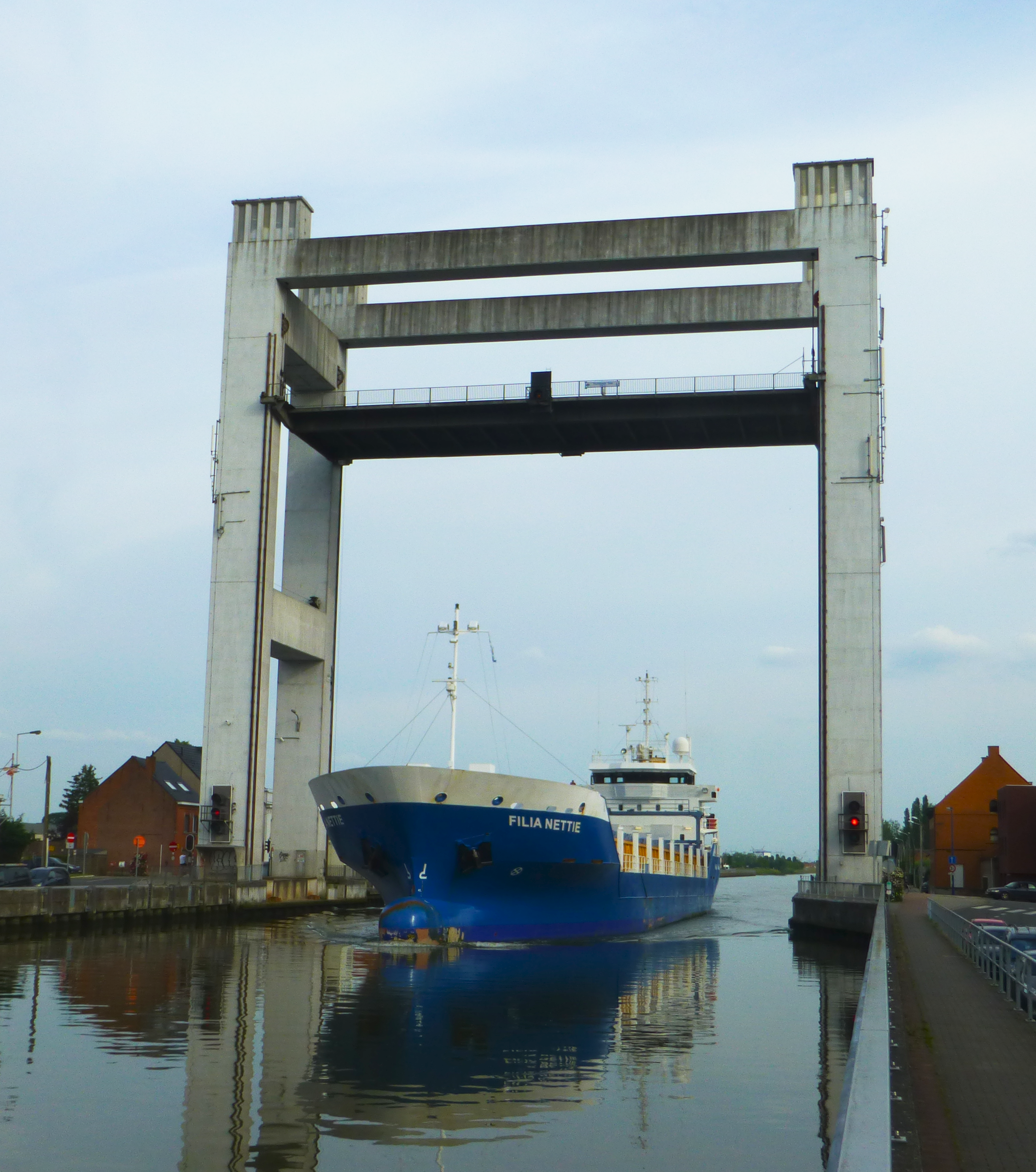
Humbeekbrug geopend voor een zeeschip, 2016.

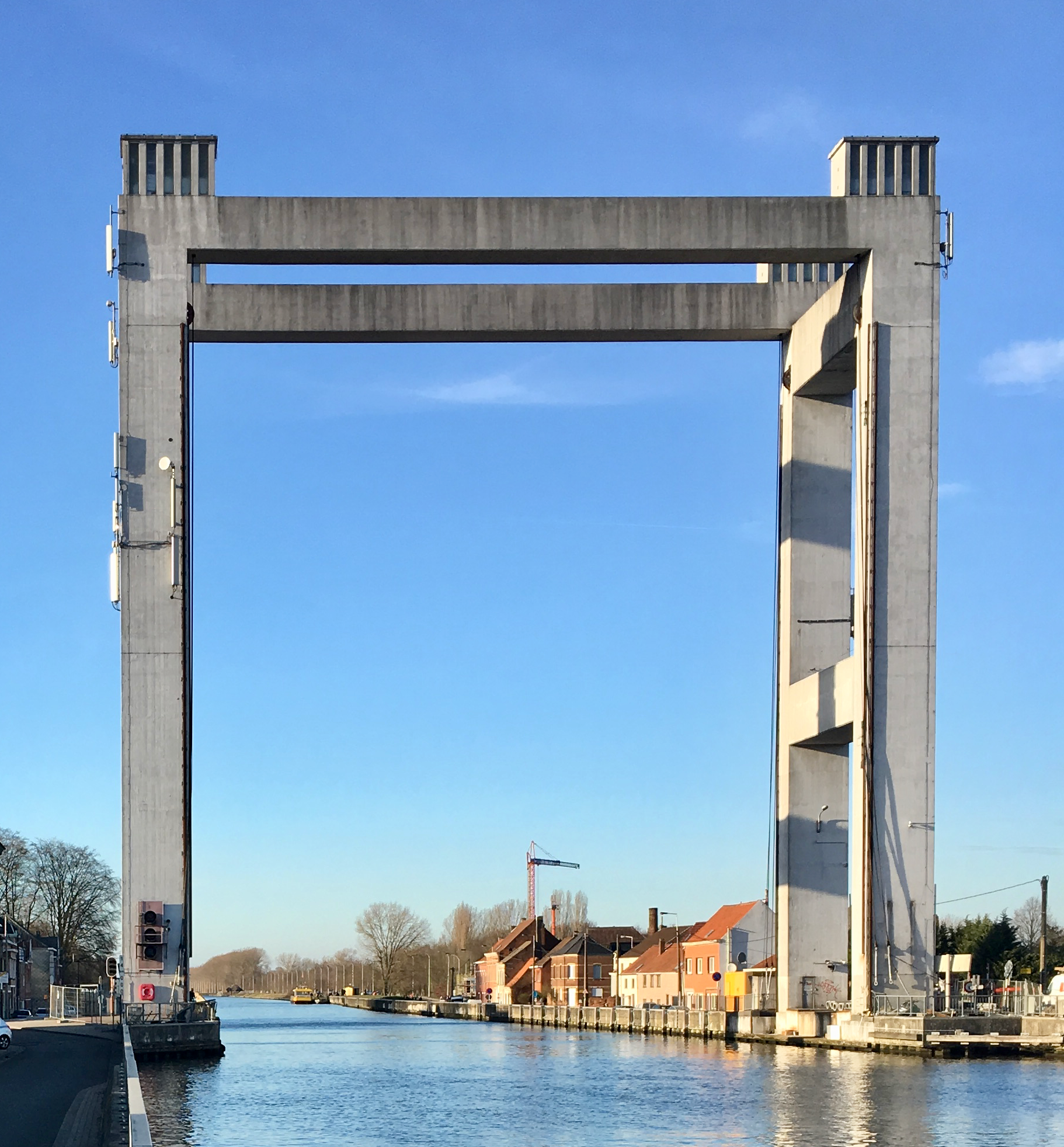
Humbeekbrug zonder brugdek na het ongeval in 2019

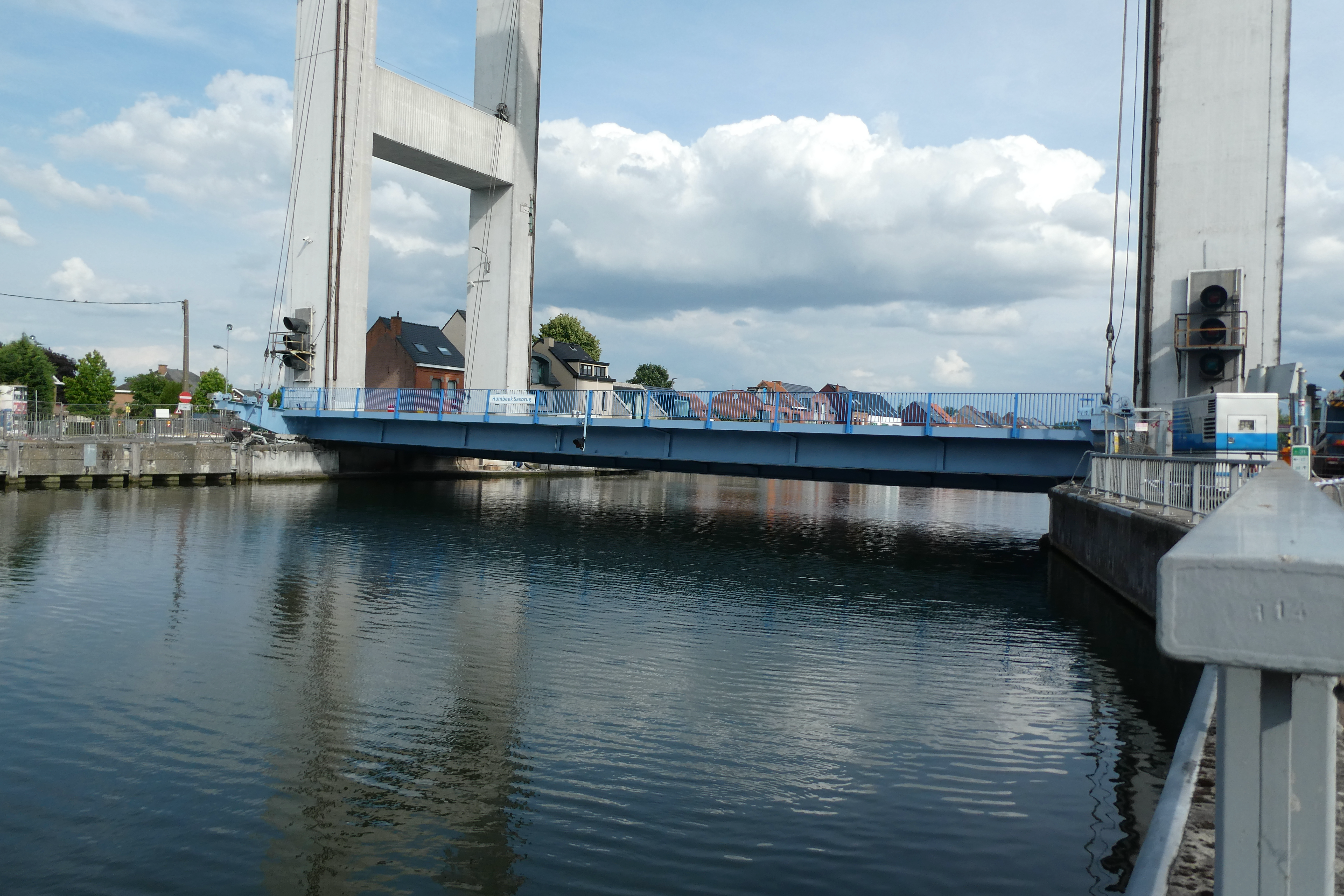
Beschadigde Humbeekbrug in 2023

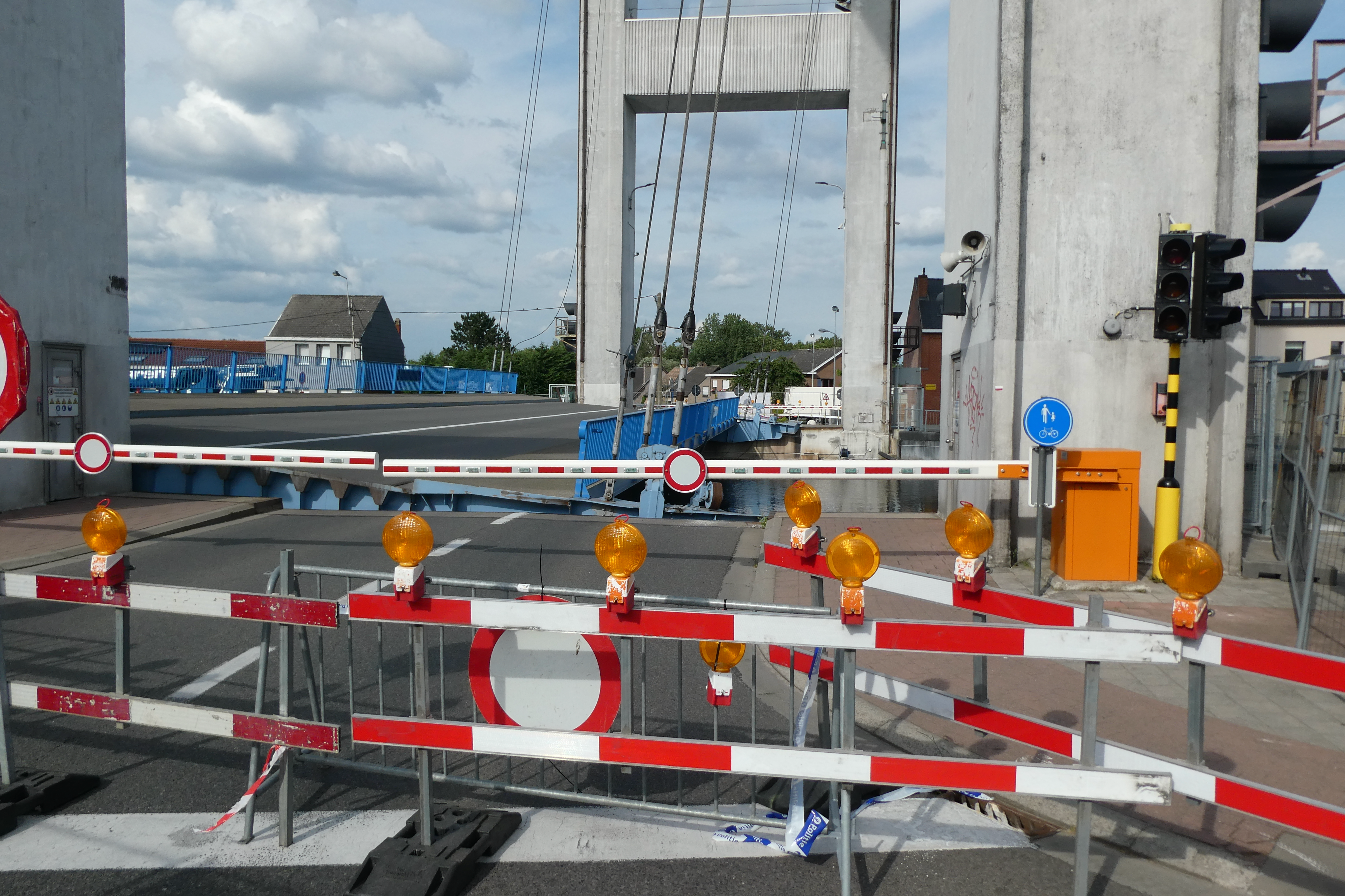
Vooraanzicht beschadigde Humbeekbrug in 2023

Van Praetbrug · Budabrug · Viaduct van Vilvoorde · Salangaanbrug · Europabrug · Willemsbrug · Verbrande Brug · Humbeekbrug · Jan Bogaertsbrug · Brielenbrug · Ringbrug · Vredesbrug · IJzerenbrug · Victor Dumonbrug · Boulevardbrug · Nijverheidsbrug